# Eleições legislativas regionais na Madeira em 1988
As eleições legislativas regionais na Madeira em 1988, também designadas eleições para a Assembleia Legislativa da Região Autónoma da Madeira, realizaram-se a 9 de outubro e delas resultou a vitória da maioria do Partido Social Democrata (PPD/PSD), liderado por Alberto João Jardim.
A campanha eleitoral para as legislativas regionais na Madeira decorreu de 28 de setembro a 7 de outubro.
A abstenção foi de 32,35%, ou seja, dos 185 340 eleitores recenseados votaram 125 383.

## Partidos
Os partidos e coligações que concorreram às eleições para a Assembleia Legislativa da Região Autónoma da Madeira em 1988 foram os seguintes:
| Sigla | Sigla     | Partido/Coligação                               |
| ----- | --------- | ----------------------------------------------- |
|       | CDS       | Partido do Centro Democrático Social            |
|       | CDU       | Coligação Democrática Unitária                  |
|       | PCTP/MRPP | Partido Comunista dos Trabalhadores Portugueses |
|       | PDA       | Partido Democrático do Atlântico                |
|       | PPD/PSD   | Partido Social Democrata                        |
|       | PS        | Partido Socialista                              |
|       | UDP       | União Democrática Popular                       |

## Resultados
Resultados regionais apurados pela Comissão Nacional de Eleições.

Resultados eleitorais por concelho

| Partido                                     | Partido         | Candidato           | Votos   | Votos (%) | Votos (±) | Assentos | Assentos (%) | Assentos (±) |
| ------------------------------------------- | --------------- | ------------------- | ------- | --------- | --------- | -------- | ------------ | ------------ |
|                                             | PPD/PSD         | Alberto João Jardim | 78 185  | 62,36%    | +2,57%    | 41       | 77,36%       | +1           |
|                                             | PS              | -                   | 21 058  | 16,79%    | −3,8%     | 7        | 13,21%       | +1           |
|                                             | CDS             | -                   | 10 263  | 8,19%     | +1,71%    | 2        | 3,77%        | +1           |
|                                             | UDP             | -                   | 9 687   | 7,73%     | +1,71%    | 3        | 5,66%        | +1           |
|                                             | CDU(a)          | -                   | 2 549   | 2,03%     | +2,03%    | 0        | 0%           | −1           |
|                                             | PDA             | -                   | 779     | 0,62%     | +0,62%    | 0        | 0%           | 0            |
|                                             | PCTP/MRPP       | -                   | 496     | 0,4%      | −0,33%    | 0        | 0%           | 0            |
| Totais                                      | Totais          | Totais              | 123 017 |           |           | 53       |              |              |
| Votos em Branco                             | Votos em Branco | Votos em Branco     | 922     | 0,74%     | +0,17%    |          |              |              |
| Votos Nulos                                 | Votos Nulos     | Votos Nulos         | 1 444   | 1,15%     | −0,3%     |          |              |              |
| Participação                                | Participação    | Participação        | 125 383 | 67,65%    | −3,78%    |          |              |              |
| ↑(a) PCP e MEP/PV concorreram em coligação. |                 |                     |         |           |           |          |              |              |
| Fonte: Comissão Nacional de Eleições        |                 |                     |         |           |           |          |              |              |